# 楊錫紱
楊錫紱（1701年—1768年），字方來，江西臨江府清江縣人，清朝政治人物。

## 生平
雍正五年（1727年）丁未科三甲第十四名進士。授吏部考功司主事，升員外郎，十年（1732年）任肇羅道，乾隆元年（1736年）任廣西布政使，六年（1741年）任廣西巡撫，九年（1744年）任禮部右侍郎，十年（1745年）任湖南巡撫，十五年（1750年）任刑部右侍郎，兼湖南巡撫，十八年（1753年）擢都察院左都御史，十九年（1754年）任禮部尚書，後因事被議罷職，乾隆帝命留任，二十年（1755年）署湖南巡撫，二十一年（1756年）署山東巡撫，二十二年（1757年）任漕運總督，加太子少師，二十八年（1763年）加太子太保，三十三年（1768年）卒，諡勤愨。

## 延伸阅读
[在维基数据编辑]
 《清史稿/卷308》，出自趙爾巽《清史稿》